# Alopecosa orbisaca
Alopecosa orbisaca là một loài nhện trong họ Lycosidae.
Loài này thuộc chi Alopecosa. Alopecosa orbisaca được Peng et al miêu tả năm 1997..